# 김해 파사석탑
김해 파사석탑(金海 婆娑石塔)은 대한민국 경상남도 김해시 구산동에 있는 석탑이다. 1996년 3월 11일 경상남도의 문화재자료 제227호 파사석탑으로 지정되었다가, 2018년 12월 20일 현재의 명칭으로 변경되었다.
일연이 집대성한 삼국유사에서는 고려에서 나는 돌이 아니라고 기록되었다. 2019년 고려대학교 등의 분석에 따르면 엽납석(pyrophillite)를 포함하고 있다고 한다. 엽납석은 밀양시나 완도군 노화도에서 산출되지만 파사섭탑에 사용된 암석은 일본 동부와 중국 동남부, 베트남 북부에서 산출된 것으로 보인다고 하였다.

## 현지 안내문
수로왕의 비 허왕후, 黃玉이 東漢建武 24년 갑신에 서역 아유타국에서 머나먼 바다를 건너올 때 파신의 노여움을 잠재우기 위해 함께싣고 왔다고 삼국유사 등 고서에 기록되어 있음. 파사석탑은 옛 호계사 자리에 있던 것을 김해부사 정현석이 본탑은 허왕후께서 인도 아유타국에서 가져온 것이니 허왕후 곁에 두어야 한다며 옮겼음.  아유타국 공주인 허황옥이 시집을 오면서 불교를 전래하고 형제인 허보옥 즉, 장유화상이 가락국에 와서 대국승으로 활약하였다고 함.  탑은 네모진 사면의 오층이고 조각이 매우 기이하며 돌은 조금 붉은 빛의 옥문무늬가 있고 질도 달라 우리나라의 類가아님. 닭 벼슬피에 가루로 만든 파사석과 일반석으로 실험한 결과 파사석 부분은 물기가 계속 남아 있는 반면 일반석은 건조하여 말라버렸다고 함.

## 참고 문헌
- 김해 파사석탑 - 국가유산청 국가유산포털